# Delphia Yachts
Delphia Yachts – stocznia jachtowa, największy polski producent jachtów z siedzibą w Olecku.
Została założona w 1990 roku przez dwóch braci – Piotra i Wojciecha Kot.
Firma produkuje jachty o długości od 7 do 15m. Firma zaczynała od produkcji łodzi wiosłowych. Pierwszym jachtem który przyniósł wielki sukces w Niemczech był Sportina 680. W kolejnych latach nowymi jachtami i łodziami motorowymi zdobywała rynek Europy Zachodniej w tym trudny rynek Skandynawii. Obecnie jachty firmy są sprzedawane na wszystkich kontynentach. Firma zatrudnia 560 osób. W roku 2012 wyprodukowała 135 żaglówek i 1134 łodzie motorowe za sumę 64mln zł.
Firma jest również podwykonawcą kilku europejskich producentów.
W 2018 r. firma sprzedana francuskiej firmie Beneteau.